# Machikado Mazoku
Machikado Mazoku (яп. まちカドまぞく, Machikado Mazoku, англ. The Demon Girl Next Door; укр. Демоничка з нашого району) – чотирипанельна манґа-пародія від Ізумо Іто, яка з 2014 року друкується в шьонен-журналі Manga Time Kirara Carat від Houbunsha. Вона зібрана в шість томів танкобон.
Адаптація у форматі аніме-телесеріалу виробництва J.C.Staff виходила в етер з липня по вересень 2019 року. Другий сезон транслювався з квітня по липень 2022 року.

## Сюжет
Одного разу Юко Йошіда прокидається з рогами та хвостом і дізнається, що вона є нащадком Темного Клану, якого прокляв на бідність ворожий Світлий Клан. Щоб відновити честь свого клану, їй доручено перемогти місцеву дівчинку-чарівницю Момо Чіоду.

## Персонажі
Юко Йошіда (яп. 吉田 優子, Yoshida Yūko) Шаміко (яп. シャミ子, Shamiko)
Сейю: Кохара Кономі (оригінал), Monica Rial (англійський дубляж)
Учениця старшої школи, яка одного разу прокидається дівчиною-демоницею, якій доручено перемогти дівчинку-чарівницю. Її повний титул дівчинки-демониці – «Шановна Метреса Юко» (англ. Shadow Mistress Yuko), яку часто скорочують до «Шаміко». Попри своє походження, вона фізично слабка. Під час небезпеки вона може трансформуватися у форму Кризового управління, що трохи покращує її здібності. Як сукуб, вона здатна проникати в сни людей під час сну. Пізніше вона успадковує чарівну паличку свого батька, «Whatchamacallit Rod», яка може мати форму будь-чого, що Юко може уявити як палицю чи зброю.
Момо Чіода (яп. 千代田 桃, Chiyoda Momo)
Сейю: Кіто Акарі
Дівчинка-чарівниця, яка відвідує середню школу Юко. Попри те, що вона нібито одна з найслабших серед своїх колег, дівчат-чарівниць, вона володіє великою фізичною силою навіть без трансформації.
Ліліт (яп. リリス, Ririsu, англ. Lilith)
Сейю: Такахасі Мінамі (оригінал), Emily Neves (англійський дубляж)
Предок Юко на прізвисько Шаміцен. Вона з'являється уві снах Юко і може отримувати підношення статуї, яку Юко носить із собою. Коли перемикач на статуї перемикається, вона може взяти під контроль тіло Юко. Вона також може володіти містилищами, створеними Момо, одну з яких згодом підсилює безсмертям Велика Біла Змія, щоб вона могла виконувати за нею доручення.
Мікан Хінацукі (яп. 陽夏木 ミカン, Hinatsuki Mikan)
Сейю: Tomoyo Takayanagi (оригінал), Christina Kelly (англійський дубляж)
Дівчинка-чарівниця, яка приїхала в місто, щоб допомогти Момо, пізніше перейшла до школи Юко, щоб захистити її. На неї накладено прокляття, яке змушує інших відчувати нещастя щоразу, коли вона нервує. Пізніше виявилося, що це прокляття спричинив опікун Уґаллу, намагаючись захистити її.
Анрі Сата (яп. 佐田 杏里, Sata Anri)
Сейю: Sayaka Senbongi (оригінал), Luci Christian (англійський дубляж)
Подруга та однокласниця Юко, працює в м'ясній ятці.
Шіон Оґура (яп. 小倉 しおん, Ogura Shion)
Сейю: Ayaka Suwa (оригінал), Shanae'a Moore (англійський дубляж)
Подруга та однокласник Юко, любить окультизм і є членом шкільного клубу вивчення чорної магії.
Рьоко Йошіда (яп. 吉田 良子, Yoshida Ryōko)
Сейю: Hitomi Ōwada (оригінал), Hilary Haag (English) (англійський дубляж)
Молодша сестра Юко, навчається в середній школі. Попри те, що не володіє демонічними силами, як Юко, прагне допомогти своїй сестрі, чим може.
Сеїко Йошіда (яп. 吉田 清子, Yoshida Seiko)
Сейю: Sayaka Ohara (оригінал), Shelley Calene-Black (англійський дубляж)
Мати Юко та Рьоко, яка завжди сприймає все з посмішкою.
Джошуа (яп. ヨシュア, Yoshua)
Сейю: Hideyuki Umezu (оригінал), Mark Mendehlson (англійський дубляж)
Батько Юко та Рьоко, який також відомий під псевдонімом Таро Йошіда (яп. 吉田 太郎, Yoshida Tarō). Виглядає молодше. Сакура запечатала його в картонну коробку.
Сакура Чіода (яп. 千代田 桜, Chiyoda Sakura)
Сейю: Hisako Kanemoto (оригінал), Allison Sumrall (англійський дубляж)
Старша прийомна сестра Момо, яка до неї була місцевою дівчинкою-чарівницею. Вона зникла десять років тому після того, як маніпулювала печаткою на родині Юко, щоб забезпечити їй міцне здоров'я.
Ріко (яп. リコ, Riko)
Сейю: Ayasa Itō (оригінал), Melissa Molano (англійський дубляж)
Лисиця хулі-цзін, яка працює офіціанткою під керівництвом Шірозави в кав'ярні Асура. Вона закохана в Шірозаву і має звичку використовувати магічне листя, щоб зачаровувати людей, які їдять її їжу.
Шірозава (яп. 白澤, Shirosawa)
Сейю: Takashi Matsuyama (оригінал), Rob Mungle (англійський дубляж)
Демон-тапір (хакутаку), який керує кав'ярнею Асура. Він також створив персонажа-талісмана торгового району, Тамасакуру (Tamasakura-chan (яп. たまさくらちゃん)), надихнувшись котячою формою Сакури.
Уґаллу (яп. ウガルル, Ugaruru)
Сейю: Fairouz Ai (оригінал), Sarah Wiedenheft (англійський дубляж)
Фамільяр Мікан, ім'я якої походить від Уґаллу. Спочатку вона мала бути охоронницею, щоб відлякувати зло зсередини, але вплив могутньої магії Мікан змусив її атакувати будь-кого, хто змушував її серце калатати, що призвело до так званого прокляття. З допомогою Юко і Момо її відокремлюють від тіла Мікан.

## Медіа

### Манґа
Серія манґи почала виходити в журналі Houbunsha Manga Time Kirara Carat у липні 2014 року. Станом на лютий 2021 року її було зібрано в шість томів танкобон. Компанія Seven Seas Entertainment отримала ліцензію на серію і випустить її в цифровому та фізичному вигляді.
| - 1st Street: Yuko Awakens!! Due to Family Circumstances, I'm a Demon Now - 2nd Street: First Battle!! The Enemy is a Pretty Classmate?! - 3rd Street: Athletic Training?! All Things Are Connected - 4th Street: Budget Increase!! Do Carbonated Drinks Count? - 5th Street: Dream or Nightmare?! The Dark Doorstep Demon - 6th Street: Shamiko's Wish!! Can 100 % Beef Save the World?! - 7th Street: The Ancestor's Secret!! Descending on the Modern World!! | - 8th Street: Sharpen Your Soul!! The Magical Girl's New Power - 9th Street: Temptations of the Shopping District!! Only the Camera Sees the Truth - 10th Street: Brand New Mission?! Today I'm a Courier Demon - 11th Street: Unstoppable Ancestor!! The Sudden Dream Visitation - 12th Street: First Infiltration!! Momo's Lair is a Community Center?! - 13th Street: For Tomorrow!! Put You Back into it! |

| - 14th Street: Shocking!! The Dark Clan's Forbidden Ritual!! - 15th Street: Momo Method!! The Tire is the Ring of Fate!! - 16th Street: Forbidden Meeting! Magical Girl Got Your Tongue?! - 17th Street: Cursed Fruit!! Beware the Bitter Orange, Mikan!! - 18th Street: Secrets of Transformation!! A Demon's New Goal - 19th Street: Final Exams!! Today, I'll Be a Brainy Demon!! - 20th Street: Challenge!! Shamikan's Secret Cinema Excursion | - 21st Street: Ancestor, Evolve!! The Dark Laboratory - 22nd Street: Home Invasion!! The Demon Shows Off to Her Little Sister - 23rd Street: Back to the Dream World!! Break Through Momo's Barriers - 24th Street: Confrontation!! Misunderstood Emotions - 25th Street: Revealed!! The Yoshida Family's Secret Past - 26th Street: Convey Your Feeling!! The Demon's Next Step!! |

| - 27th Street: Another Showdown! The Magical Girl's New Form?! - 28th Street: Chaos in the Apartment Complex! Love Thy Neighbor! - 29th Street: A Delightful Feast! The Cosmic Flavor of Beef - 30th Street: The Secret Search! A Demon Gets Excited with Mikan - 31st Street: Like Father, Like Daughter?! A Demon's New Weapon! - 32nd Street: Internet = Darkness?! Dig Up the Peach's Feelings! - 33rd Street: The Dark Witch Returns! An Outing from Hell! | - 34th Street: New Information! The Local Café is a Demon Den! - 35th Street: Take Her Back! A Pink Plan to Save Shamiko! - 36th Street: Maze of Memories?! A Snow-Cloaked Mystery and a Cat! - 37th Street: Demon Awakening! Forge You Own Path! - 38th Street: The Secret of Ten Years Ago! Petal-Shaped Memories - 39th Street: A Promise at Dusk! The Demon Clan's Path Forward |

| - 40th Street: A Short Break!! The Demon's Summer Festival - 41st Street: Time is Running Out!! Confront the Piles of Homework! - 42nd Street: Capture Her Stomach! The Demon's Secret Recipe!! - 43rd Street: Sparks Fly?! A Joint Outing of Light and Darkness! - 44th Street: Pitch-Black Emotion!! Darkness Peach Returns!! - 45th Street: The Mysteries of Nature! Chiyoda Sakura's Secret Spring - 46th Street: A Black Meteor?! Protect the House From You-Know-What!! | - 47th Street: Ancestor's Dojo?! A Demon's Ultimate Weapon! - 48th Street: New Semester! The Magical Girl's New Role! - 49th Street: Save Our Friend! The Demon and Vassal's Determination - 50th Street: Battle in the Dream World!! Unleash the Legendary Weapon!! - 51st Street: Revealed! The Truth Behind Mikan's Curse - 52nd Street: A Ritual in the Dark Night! A Demon's New Friend!! |

| - 53rd Street: Communication Revolution! Today I Become a «Smartdemon»! - 54th Street: Job Hunt! The Right Role for the Right Beastgirl - 55th Street: A Demon's Birthday Party?! Peach After-School Escape! - 56th Street: Being Sealed is Such Sorrow 1: Ancestor's Day Off - 57th Street: Being Sealed is Such Sorrow 2: Longing for Deep Tama - 58th Street: Being Sealed is Such Sorrow 3: Lilth-san's Brave Night | - 59th Street: Contribute Your Knowledge! The Demon Girl's New Battle Clothes - 60th Street: The Café is Closing?! Demon Moving Service!! - 61st Street: An Uninvited Guest! The Ruins Café in Crisis!! - 62nd Street: A Strange Game of Tag! Invade the Red Magical Girl's Dream! - 63rd Street: Storm of Emotion?! Lico-kun's Rain-Swept Battlefield!! - 64th Street: Intersecting Feelings!! A New Friend at Banda Manor!! |

| - 65th Street: A Step Towards Adulthood! Demon vs. Fancy Restaurant!! - 66th Street: Even Greater Heights! Mono's New Form - 66.5th Street: The Demon Girl's Bonus Manga - 67th Street: Adrift in Space-Time?! Operation: Rescue Ogura-san!! - 68th Street: Sudden Changes?! Spot the Difference in Another World! - 69th Street: A Demon in Trouble?! The Shocking Truth! - 70th Street: The Identity of the Mysterious Girl with Glasses, Revealed! | - 71st Street: Release the Romance! Pink Heartful Charge!! - 72nd Street: A Short Break?! The Demon's New World!! - 73rd Street: All-Girls' Mixer! A Demon's Teen Drama Wars!! - 74th Street: The After-Party Begins!! Gather Round, Friends! - 75th Street: A Peach-Colored Past, Revealed! Part 1 - 76th Street: A Peach-Colored Past, Revealed! Part 2 - 77th Street: Determination: A Demon's Vow to the Holy Ground! |

### Аніме
28 січня 2019 року в березневому номері Manga Time Kirara Carat було оголошено про адаптацію серії у форматі аніме-серіалу. Анімацію серіалу створив J.C.Staff, а режисером став Хіроакі Сакурай. Кейчіро Очі займається сценарієм серіалу, Май Оцука розробляє персонажів, а Мікі Сакурай пише музику. Серіал транслювався на TBS і BS-TBS з 12 липня по 27 вересня 2019 року. Темою опенінга є «Machikado Tangent» у виконанні Шамі Момо (Кономі Кохара та Акарі Кіто), а темою ендінга є «Yoimachi Cantare» у виконанні Коро Мачікадо (Кохара, Кіто, Мінамі Такахаші та Томойо Такаянаґі). Серіал ліцензовано в англомовних регіонах компанією Sentai Filmworks, яка транслювала серіал на HiDive.
Другий сезон виходив під назвою The Demon Girl Next Door 2-Chōme. Основний каст повернувся до своїх ролей. Сезон транслювався з 8 квітня по 1 липня 2022 року на TBS і BS11. Темою опенінга є «Tokimeki Rendezvous» у виконанні Шамі Момо, а темою ендінга є «Yoikagen Tetragon» у виконанні Коро Мачікадо.

#### Список епізодів

##### 1 сезон
| № серії (загалом) | № серії (в сезоні) | Назва серії | Режисер(и)                 | Сценарист(и) | Storyboarded by                 | Оригінальна дата показу |
| ----------------- | ------------------ | --- | -------------------------- | ------------ | ------------------------------- | ----------------------- |
| 1                 | 1                  | «Пробудження Юко! Через сімейні обставини ти тепер Дівчинка-Демон» «Yuko Awakens!! For Family Reasons You're Now a Demon Girl» (яп. 優子の目覚め!! 家庭の事情で今日から魔族) | Нана Харада                | Кейчіро Очі  | Хіроакі Сакурай                 | 12 липня 2019           |
| 2                 | 2                  | «Наскільки ти спортивна? Все змінюється» «Just How Sporty Are You?! Everything is Fluctuating» (яп. スポ根ですか!? 万物は流転する)                                           | Хідекі Окамото             | Кейчіро Очі  | Хідекі Окамото                  | 19 липня 2019           |
| 3                 | 3                  | «Кошмар чи прабабуся? Пробудження статуї Демонобога» «Nightmare or Forebear?! The Doorstop of Darkness Descends» (яп. 悪夢か吉夢か!? 闇のドアストッパーさん降臨)             | Шіґекі Авай                | Кейчіро Очі  | Вакодо Такахаші Хіроякі Сакурай | 26 липня 2019           |
| 4                 | 4                  | «Відточи розум! Нові сили Дівчинки-чарівниці» «Sharpen Your Mind!! The Newly Awakened Powers of the Magical Girl» (яп. 心研ぎ澄ませ!! 魔法少女の新たなる力)                  | Кохей Хатано               | Кейчіро Очі  | Кохей Хатано                    | 2 серпня 2019           |
| 5                 | 5                  | «Місто повне пасток?? Демон пробуджує нові сили» «A Town Full of Traps?? The Demon on the Brink Awakens a New Ability» (яп. 町内は罠だらけ?? 崖っぷちまぞくの新たなる能力)   | Міюкі Ішіда                | Саюрі Оба    | Акітаро Даїчі                   | 9 серпня 2019           |
| 6                 | 6                  | «Сміливіше дивись у майбутнє! Каток не зупиниться» «Courage to Face the Future!! The Heavy Roller Won't Stop» (яп. あすへの決意!! 重いコンダラ止まらない)                    | Фуміхіро Уено              | Кейчіро Очі  | Таїйчі Оїкава                   | 16 серпня 2019          |
| 7                 | 7                  | «Рожевий метод! Колесо долі насправді кругле!» «The Pink Method!! The Wheel of Fate is a Round Tire!!» (яп. 桃色メソッド!! 丸いタイヤは運命の輪!!)                           | Йошіюкі Ноґамі             | Кейчіро Очі  | Іку Сузукі                      | 23 серпня 2019          |
| 8                 | 8                  | «Проклятий фрукт! Стережися Кислого Мандарина!» «The Cursed Fruit!! Beware the Sour Mikan!!» (яп. 呪われた果実!! すっぱいミカンにご用心!!)                                   | Хідекі Окамото             | Саюрі Оба    | Хідекі Окамото                  | 30 серпня 2019          |
| 9                 | 9                  | «Екзамени! Сьогодні я Демон Мозку» «Final Exams!! Today I'm One of Those Brainy Demons!!» (яп. 期末テスト!! 今日の私は頭脳派まぞく!!)                                        | Наокі Мурата               | Кейчіро Очі  | Акітаро Даїчі                   | 6 вересня 2019          |
| 10                | 10                 | «Еволюція Предка!! В окулярах відображається лабораторія» «The Ancestor Evolves!! A Pair of Glasses Reflect Within a Dark Lab» (яп. ご先祖は進化する!! メガネが映す暗黒部室) | Міюкі Ішіда                | Саюрі Оба    | Татсуо Сато                     | 13 вересня 2019         |
| 11                | 11                 | «Знов пірнаємо у сни!! Прорив рожевого захисту» «Diving into Dreams Once Again!! Break Through the Pink Defense Line» (яп. 夢ドリーム再び!! 桃色防衛線を突破せよ)            | Нанако Шімазакі            | Кейчіро Очі  | Нанако Шімазакі                 | 20 вересня 2019         |
| 12                | 12                 | «Розкриті почуття!!! Стрибок вперед для демонічного роду!!!» «Feelings to Convey!! A New Leap Forward for Demonkind!!» (яп. 伝えたい想い!! まぞく新たなる一歩!!)             | Йошіюкі Ноґамі Міюкі Ішіда | Кейчіро Очі  | Хіроакі Сакурай                 | 27 вересня 2019         |

### Відеоігри
У 2019 році персонажі серіалу з'являються разом з іншими персонажами Manga Time Kirara в мобільній рольовій грі Kirara Fantasia. У 2020 році персонажі та пісні з серіалу з'явилися у співпраці з мобільною музичною грою Pony Canyon Re:Stage! Prism Step і аркадною музичною грою Ongeki від Sega.

## Оцінки та відгуки
Gadget Tsūshin вніс «Антикризова форма!» і «Шаміко – погана дівчинка» до списку модних слів аніме 2019 року. Лінзі Лаверідж і Кім Морріссі заявили, що останнє технічно неправильне цитування, попри ставлення Момо до Шаміко.